# 高岡都市圏
高岡都市圏（たかおかとしけん）は、富山県高岡市を中心とする都市圏である。2015年の国勢調査では、隣接する富山都市圏に吸収された。

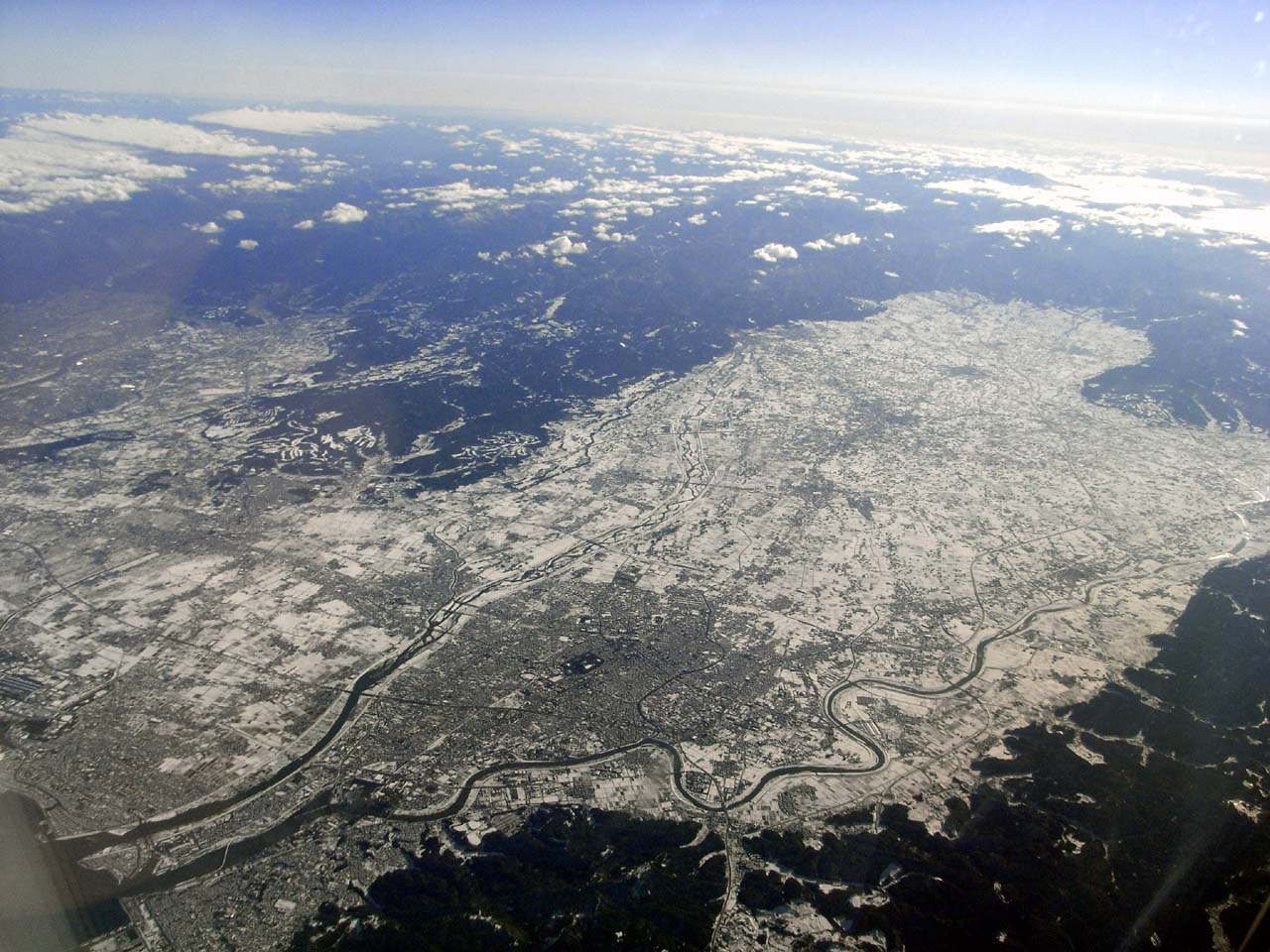
北から空撮した砺波平野

## 定義

### 都市雇用圏
金本良嗣・徳岡一幸によって提案された都市圏（10% 通勤圏）。細かい定義などは都市雇用圏に則する。一般的な都市圏の定義については都市圏を参照のこと。
都市雇用圏（10% 通勤圏）の変遷
- 10% 通勤圏に入っていない自治体は、各統計年の欄で灰色かつ「-」で示す。

| 自治体 ('80) | 1980年                 | 1990年                 | 1995年                 | 2000年                 | 2005年                 | 2010年                 | 自治体 （現在） |
| ------------ | ---------------------- | ---------------------- | ---------------------- | ---------------------- | ---------------------- | ---------------------- | --------------- |
| 小杉町       | 富山 都市圏            | 富山 都市圏            | 富山 都市圏            | 富山 都市圏            | 富山 都市圏            | 高岡 都市圏 40万2852人 | 射水市          |
| 下村         | 富山 都市圏            | 富山 都市圏            | 富山 都市圏            | 富山 都市圏            | 富山 都市圏            | 高岡 都市圏 40万2852人 | 射水市          |
| 大門町       | 高岡 都市圏 34万7645人 | 高岡 都市圏 35万3368人 | 高岡 都市圏 35万1073人 | 高岡 都市圏 37万4530人 | 高岡 都市圏 40万2535人 | 高岡 都市圏 40万2852人 | 射水市          |
| 大島町       | 高岡 都市圏 34万7645人 | 高岡 都市圏 35万3368人 | 高岡 都市圏 35万1073人 | 高岡 都市圏 37万4530人 | 高岡 都市圏 40万2535人 | 高岡 都市圏 40万2852人 | 射水市          |
| 新湊市       | 高岡 都市圏 34万7645人 | 高岡 都市圏 35万3368人 | 高岡 都市圏 35万1073人 | 高岡 都市圏 37万4530人 | 高岡 都市圏 40万2535人 | 高岡 都市圏 40万2852人 | 射水市          |
| 高岡市       | 高岡 都市圏 34万7645人 | 高岡 都市圏 35万3368人 | 高岡 都市圏 35万1073人 | 高岡 都市圏 37万4530人 | 高岡 都市圏 40万2535人 | 高岡 都市圏 40万2852人 | 高岡市          |
| 福岡町       | 高岡 都市圏 34万7645人 | 高岡 都市圏 35万3368人 | 高岡 都市圏 35万1073人 | 高岡 都市圏 37万4530人 | 高岡 都市圏 40万2535人 | 高岡 都市圏 40万2852人 | 高岡市          |
| 氷見市       | 高岡 都市圏 34万7645人 | 高岡 都市圏 35万3368人 | 高岡 都市圏 35万1073人 | 高岡 都市圏 37万4530人 | 高岡 都市圏 40万2535人 | 高岡 都市圏 40万2852人 | 氷見市          |
| 砺波市       | 高岡 都市圏 34万7645人 | 高岡 都市圏 35万3368人 | 高岡 都市圏 35万1073人 | 高岡 都市圏 37万4530人 | 高岡 都市圏 40万2535人 | 高岡 都市圏 40万2852人 | 砺波市          |
| 庄川町       | -                      | 高岡 都市圏 35万3368人 | 高岡 都市圏 35万1073人 | 高岡 都市圏 37万4530人 | 高岡 都市圏 40万2535人 | 高岡 都市圏 40万2852人 | 砺波市          |
| 小矢部市     | -                      | -                      | -                      | -                      | -                      | 高岡 都市圏 40万2852人 | 小矢部市        |
| 井波町       | -                      | -                      | 高岡 都市圏            | 高岡 都市圏            | 高岡 都市圏            | -                      | 南砺市          |
| 福野町       | -                      | -                      | 高岡 都市圏            | 高岡 都市圏            | 高岡 都市圏            | -                      | 南砺市          |
| 城端町       | -                      | -                      | -                      | -                      | 高岡 都市圏            | -                      | 南砺市          |
| 平村         | -                      | -                      | -                      | -                      | 高岡 都市圏            | -                      | 南砺市          |
| 上平村       | -                      | -                      | -                      | -                      | 高岡 都市圏            | -                      | 南砺市          |
| 利賀村       | -                      | -                      | -                      | -                      | 高岡 都市圏            | -                      | 南砺市          |
| 井口村       | -                      | -                      | -                      | -                      | 高岡 都市圏            | -                      | 南砺市          |
| 福光町       | -                      | -                      | -                      | -                      | 高岡 都市圏            | -                      | 南砺市          |

- 2004年11月1日：砺波市と庄川町が新設合併し（新）砺波市が発足。
- 2004年11月1日：福野町、城端町、平村、上平村、利賀村、井波町、井口村、福光町が合併し南砺市が発足。
- 2005年11月1日：小杉町、大門町、大島町、下村、新湊市が合併し射水市が発足。
- 2005年11月1日：高岡市と福岡町が新設合併し（新）高岡市が発足。

### 連携中枢都市圏
高岡市、射水市、氷見市、砺波市、小矢部市、南砺市は互いに連携協約を結び、とやま呉西圏域を形成している。